# Антонов, Андрей Сергеевич
Андре́й Серге́евич Анто́нов (1936—2008) — молекулярный биолог, академик РАЕН, лауреат премии имени А. Н. Белозерского (1992).

## Биография
Родился 6 июня 1936 года в Москве.
В 1959 году окончил биолого-почвенный факультет МГУ, где специализировался на кафедре биохимии растений (впоследствии переименованной в кафедру молекулярной биологии).
Дипломную работу выполнял под руководством члена-корреспондента АН СССР А. Н. Белозерского и А. С. Спирина, тогда молодого кандидата наук. 
С 1959 года — аспирант, ассистент, доцент кафедры биохимии биолого-почвенного факультета МГУ. 
Под руководством Белозерского в эти годы на кафедре была развернута научная программа сравнительного изучения наследственного материала, ДНК, для установления родственных отношений современных видов и раскрытия картины эволюции жизни на Земле. 
Антонов ведет исследовательскую работу и переходит с биологического факультета в Межфакультетскую проблемную научно-исследовательскую лабораторию молекулярной биологии и биоорганической химии, уникальное подразделение МГУ, созданное Белозерским и академиком И. Г. Петровским для обеспечения междисциплинарных работ в разных областях биологии, химии, математики (сейчас это НИИ физико-химической биологии имени А. Н. Белозерского МГУ)
А. С. Антонов активно подключается к организации завершающего этапа строительства корпуса лаборатории, комплектации его научным оборудованием, отработке новых организационных форм управления через научно-технический совет. 
В 1972 году, после кончины А. Н. Белозерского, возглавляет отдел эволюционной биохимии, где формирует научную школу единомышленников.
В 1973 году формулирует концепцию геносистематики, под которой он понимал всестороннее сравнительное изучение генотипов, противопоставляя ее феносистематике, рассматривающей внешние признаки организмов, и защищает новую концепцию как докторскую диссертацию.
Создатель межкафедральной лаборатории геносистематики на биологическом факультете МГУ.
Был членом редакционного совета Журнала общей биологии, являлся заслуженным научным сотрудником МГУ.
Под его руководством защищено более полусотни кандидатских и пять докторских диссертаций.
Автор и редактор более 150 научных работ, в том числе пяти монографий, большого числа научно-популярных и учебных статей и брошюр. 
Умер 19 мая 2008 года. Похоронен на Пятницком кладбище.

## Награды
- Премия имени А. Н. Белозерского (1992) — за цикл работ «Геносистематика и молекулярная филогенетика цветковых растений»
- Премия имени Н. Ф. Гамалеи (РАМН)
- Премия Фулбрайта-Хейса (США)
- Премии Российского фонда фундаментальных исследований за лучшие научно-популярные статьи (2000-2001)